# Shaq Diesel
Shaq Diesel je debitantski album američkog košarkaša Shaquillea O'Neala. Album je objavljen 26. listopada 1993. pod diskografskom kućom Jive Recordsa. Album je bio veliko komercijalno iznenađenje dospjevši do broja 25 na službenoj američkoj top listi albuma Billboard 200. S albuma su objavljena dva relativno uspješna singla "(I Know I Got) Skillz" i "I'm Outstanding" te singl "Shoot Pass Slam" koji nije zabilježio nikakav uspjeh. Pjesma "(I Know I Got) Skillz" je korištena u filmu Pineapple Express.

## Popis pjesama
| Br. | Skladba                                            | Trajanje |
| --- | -------------------------------------------------- | -------- |
| 1.  | »Intro«                                            | 1:48     |
| 2.  | »(I Know I Got) Skillz« (ft. Def Jef)              | 4:05     |
| 3.  | »I'm Outstanding«                                  | 4:07     |
| 4.  | »Where Ya At?« (ft. Phife Dawg)                    | 3:49     |
| 5.  | »I Hate 2 Brag«                                    | 4:32     |
| 6.  | »Let Me In, Let Me In«                             | 3:02     |
| 7.  | »Shoot Pass Slam«                                  | 3:31     |
| 8.  | »Boom«                                             | 3:00     |
| 9.  | »Are You a Roughneck?«                             | 3:42     |
| 10. | »Giggin' on 'Em« (ft. Phife Dawg)                  | 4:07     |
| 11. | »What's Up Doc? (Can We Rock)« (ft. Fu-Schnickens) | 3:52     |
| 12. | »Game Over«                                        | 0:10     |

## Top liste
| Top liste (1994.)      | Najviša pozicija |
| ---------------------- | ---------------- |
| SAD Billboard 200      | 25               |
| SAD R&B/Hip-Hop Albums | 10               |